# Управление государственной охраны Украины
Управле́ние госуда́рственной охра́ны Украи́ны (УГО Украины, укр. Управління державної охорони України, УДО України) — государственный правоохранительный орган специального назначения по охране органов государственной власти, высших должностных лиц. Организационно не входит ни в СБУ, ни в МВД Украины, а подчиняется непосредственно президенту и Верховной раде.

## История
В период Гетманщины задачи по личной охране гетманов, гетманской резиденции, генеральной старшины, генеральной артиллерии, военной канцелярии, генерального суда осуществляли специально созданные пехотные подразделения (сердюцкие полки). За службу они получали от Гетмана денежное вознаграждение из гетманской казны, находились на полном материальном обеспечении и лично подчинялись Гетману.
Позже была организована отдельная рота по охране Гетмана, которая получила название жолдацкая рота. После ликвидации Сечи перестало существовать само понятие и вопрос украинской охранной деятельности.
Возрождение института государственной охраны выпадает на период Украинской державы Павла Скоропадского. Защитой семьи Скоропадского занимались специальные подразделения, которые входили в штат штаба Гетмана. Обязанность по организации охраны главы государства возлагалась на гетманского коменданта под общим руководством Начальника штаба Гетмана.
Во времена УССР охранные функции сначала выполнял отдел охраны Министерства государственной безопасности УССР, а с 1975 года 9-я служба КГБ при Совете министров УССР.
С получением Украиной независимости встал вопрос реформирования и усовершенствования системы органов безопасности. В соответствии с Указом Президента Украины от 15 января 1992 года было создано Управление охраны высших должностных лиц. Но уже через полгода оно было переименовано в Управление государственной охраны Украины. До принятия Закона Украины «О государственной охране органов государственной власти Украины и должностных лиц» от 1998 года, подразделения управления действовали на основании Положения об Управлении государственной охраны Украины, которое было введено в действие соответствующим указом Президента Украины.

## Обеспечение охраны
Государственная охрана органов государственной власти Украины осуществляется в отношении: Кабинета Министров Украины, Конституционного суда Украины, Верховного суда.
Государственная охрана осуществляется в отношении зданий, в которых работают Верховная Рада Украины, Президент Украины, Кабинет Министров Украины, Конституционный суд Украины, Верховный суд, сооружений и транспортных средств, которые находятся в их пользовании, а также других мест, в которых находятся лица, охраняемые на основании украинского законодательства.

### Обеспечение безопасности должностных лиц
Государственная охрана осуществляется в отношении Президента Украины, Премьер-министра Украины, Председателя Верховной Рады и его Первого заместителя, Председателя Конституционного суда Украины, Председателя Верховного суда, Министра иностранных дел Украины, Генерального прокурора Украины.
Обеспечение безопасности иных лиц осуществляется по решению Президента Украины.

### Охрана Президента Украины
Президенту Украины обеспечивается безопасность в местах его постоянного и временного пребывания путём осуществления государственной охраны. В течение срока полномочий Президента Украины, так же обеспечивается безопасность членов его семьи, которые проживают совместно с ним, либо сопровождают его. После прекращения полномочий, Президент обеспечивается государственной охраной пожизненно, если только он не был устранен с поста в порядке импичмента.
Охрану Президента в пределах своей компетенции осуществляет также и СБУ во взаимодействии с Управлением государственной охраны.

## Задачи Управления государственной охраны Украины
На Управление государственной охраны Украины возложено выполнение следующих задач:
- осуществление государственной охраны в отношении органов государственной власти;
- обеспечение безопасности должностных лиц определённых Законом по месту их пребывания как на территории Украины, так и за её пределами;
- обеспечение безопасности членов семей должностных лиц, определённых Законом, которые проживают совместно с ними, или сопровождают их;
- противодействие противоправным посягательствам на должностных лиц и членов их семей, а также объекты, в отношении которых осуществляется государственная охрана, их выявление и пресечение;
- охрана объектов, определённых Законом;
- обеспечение безопасной эксплуатации транспортных средств, предназначенных для определённых Законом должностных лиц.

## Руководители
- Начальник УГО Морозов Алексей Владимирович (полковник)
- Первый заместитель начальника — начальник службы безопасности Президента Украины УГО Донец Максим Андреевич
- Заместитель начальника Шаран Олесь Владимирович
- Заместитель начальника Выхор Роман Владимирович

## Структура
Общая структура и численность Управления государственной охраны Украины утверждается Верховной Радой Украины по представлению Президента Украины.
Руководство деятельностью управления осуществляет начальник УГО Украины, который назначается на должность и увольняется с должности Президентом Украины. Он имеет заместителей, которые по его представлению назначаются на должность и увольняются с должности Президентом Украины. Иные должностные лица управления назначаются на должность и увольняются с должности начальником управления. Кадры управления состоят из военнослужащих по контракту, военнослужащих срочной службы и гражданского персонала, который работает по трудовому договору.
Требования к кандидатам на замещение должностей в Управлении государственной охраны Украины, права и обязанности сотрудников управления и обеспечение этих прав определяются Законом и Конституцией Украины.

## Начальники
- Гайдук Михаил Петрович (8 июня 1992 — 23 января 1995)
- Таберко Юрий Николаевич (23 января 1995 — 23 ноября 1999)
- Шепель Владимир Кононович (23 ноября 1999 — 10 февраля 2001)
- Строгий Валерий Иванович (10 февраля 2001 — 7 февраля 2005)
- Плюта Пётр Васильевич (7 февраля 2005 — 23 мая 2007)
- Опанасенко Пётр Никитович (23—24 мая 2007)
- Гелетей Валерий Викторович (24 мая 2007 — 14 июля 2009)
- Бирсан Александр Семёнович (14 июля 2009 — 20 апреля 2010)
- Калинин Игорь Александрович (20 апреля 2010 — 3 февраля 2012)
- Кулик Сергей Леонидович (9 февраля 2012 — 24 февраля 2014)
- Гелетей Валерий Викторович (2 марта — 3 июля 2014)
- Дахновский Владимир Анатольевич (исполняющий обязанности, 3 июля — 15 октября 2014)
- Гелетей Валерий Викторович (15 октября 2014 — 29 мая 2019)
- Оцерклевич Алексей Ярославович (29 мая — 16 октября 2019)[3][4]
- Рудь Сергей Леонидович (16 октября 2019 — 9 мая 2024)[5]
- Морозов Алексей Владимирович (с 21 июня 2024)[6]

## Права военнослужащих Управления государственной охраны Украины
Военнослужащие Управления государственной охраны Украины во время осуществления государственной охраны имеют право:
- требовать от граждан соблюдения режима, установленного на объектах, в отношении которых осуществляется государственная охрана; задерживать лиц, которые незаконно проникли, или пытаются проникнуть на объекты, в отношении которых осуществляется государственная охрана, проверять у них документы, которые удостоверяют личность, осуществлять личный осмотр задержанных и их личных вещей и передавать их иным правоохранительным органам;
- временно ограничивать или запрещать во время осуществления охранных мероприятий движение транспортных средств и пешеходов на улицах и дорогах, соответственно, не допускать граждан на отдельные участки местности и объекты, требовать от них оставаться на конкретных местах или покинуть их;
- использовать транспортные средства, которые принадлежат предприятиям, учреждениям, организациям и гражданам для пресечения преступлениям, преследования и задержания лиц, которые подозреваются в совершении преступления, доставки в медицинские учреждения лиц, требующих неотложной медицинской помощи, а также для проезда к месту происшествия с последующим возмещением убытков, причиненных владельцу этих транспортных средств;
- в исключительных случаях, связанных со спасением жизни людей и имущества, с непосредственным преследованием преступников, которые подозреваются в совершении преступления, входить в жилые помещения и другие помещения, которые принадлежат гражданам, на территорию и в помещения государственных органов, предприятий, учреждений и организаций независимо от форм собственности с последующим уведомлением об этом прокурора в течение 24 часов;
- носить и применять огнестрельное оружие и специальные средства на основании и в порядке предусмотренном Законом Украины «О Национальной полиции», войсковыми уставами и принятыми в соответствии с ними нормативными актами;
- внеочередного приобретения билетов на все виды транспорта независимо от наличия мест и поселения в гостиницах на основании командировочного удостоверения.

Действия военнослужащих Управления государственной охраны Украины могут быть обжалованы в установленном Законом порядке.

## Взаимодействие с другими органами
Управление государственной охраны Украины взаимодействует с другими органами государственной власти Украины, предприятиями, учреждениями, организациями и должностными лицами, которые содействуют выполнению возложенных на него задач. К таким органам относятся: Министерство внутренних дел Украины и его подразделения, Служба безопасности Украины, Служба внешней разведки Украины, Государственная служба специальной связи и защиты информации Украины. Граждане, а также их объединения содействуют деятельности Управления государственной охраны Украины на добровольной основе. Управление в целях выполнения возложенных на него функций, может взаимодействовать с органами безопасности иностранных государств в соответствии с международными договорами, для обеспечения безопасности официальных визитов иностранных делегаций на Украину.

## Контроль за деятельностью Управления государственной охраны Украины
Контроль за деятельностью Управления государственной охраны Украины осуществляет Президент Украины, Верховная Рада Украины, Счётная палата Украины в пределах своих полномочий. Надзор за соблюдением и применением законов Управлением Государственной Охраны Украины, осуществляется в порядке, предусмотренном Конституцией Украины и законами Украины.
Верховная Рада Украины осуществляет контроль за соблюдением управлением действующего законодательства в сфере государственной охраны, обеспечения прав и свобод личности.
Начальник УГО ежегодно до 1 февраля следующего за отчетным периодом года, подает в Верховную Раду письменный отчет о деятельности Управления Государственной Охраны Украины. Кроме этого, начальник УДО обязан систематически информировать Верховную Раду о состоянии государственной охраны, обеспечении прав и свобод человека и соблюдении законности.
Контроль за деятельностью Управления Государственной Охраны Украины осуществляет Президент Украины. Начальник систематически информирует Президента по основным вопросам деятельности управления. Порядок подачи информации устанавливает Президент Украины. Начальник подаёт Президенту Украины ежегодный отчет о деятельности управления.
Счётная палата Украины в соответствии со своими полномочиями, установленными законодательством Украины осуществляет контроль за расходованием Управлением государственной охраны Украины средств государственного бюджета. Порядок контроля за финансовой деятельностью управления устанавливается Президентом Украины.

## Символика
Символику Управления государственной охраны Украины официально утверждено соответствующим Указом Президента Украины. Эмблема и флаг Управления Государственной Охраны Украины являются официальными отличительными символами, которые указывают на принадлежность до Управления Государственной Охраны Украины. Порядок использования символов Управления Государственной Охраны Украины устанавливается Указом Президента Украины и законами Украины.

### Эмблема
В основе эмблемы лежит четырёхконечная девятилучевая золотая звезда — эмблема гвардейских воинских частей и конвоя (охраны) гетмана Павла Скоропадского — первых охранных частей Украины. На диагонали звезды изображён меч из белого металла остриём вверх, который символизирует постоянную боевую готовность подразделений государственной охраны. По вертикали оси звезды размещена золотая булава — символ государственности Украины и единовластия. В середине звезды находится синий щит с золотым тризубом в центре — изображением малого герба Украины. Около щита на малиновом фоне размещена надпись серебряными буквами «ДЕРЖАВНА ОХОРОНА · УКРАЇНА» (рус. «ГОСУДАРСТВЕННАЯ ОХРАНА · УКРАИНА»). Автор эмблемы Н. В. Малкуш.

### Флаг
Флаг представляет собой малиновое квадратное полотнище размером 130 х 130 см. На лицевой стороне флага в центре размещена эмблема управления. На тыльной стороне — надпись золотыми буквами «УПРАВЛІННЯ ДЕРЖАВНОЇ ОХОРОНИ УКРАЇНИ». Углы полотнища с обеих сторон украшены изображением стилизованной ветки калины (на картинке ошибка), свободные стороны флага — золотой бахромой. Древко флага светло-коричневого цвета. Верхушка древка стрелообразная из жёлтого металла. В центре — эмблема Управления Государственной Охраны Украины. К основе верхушки древка прикреплена двойная малиновая лента с бантом. Края ленты обрамлены серебром. На ленте серебряными буквами написан девиз: «ДЕРЖАВІ, НАРОДОВІ, ЗАКОНУ» (рус. «ГОСУДАРСТВУ, НАРОДУ, ЗАКОНУ») в орнаменте из серебряных дубовых и лавровых листьев. Один конец ленты украшен золотым тризубом на синем поле, другой — эмблемой управления на малиновом фоне. Концы лент украшены бахромой.

### Штандарт Начальника УГО Украины
Штандарт — малиновое квадратное полотнище размером 90 х 90 см. В центре штандарта размещена эмблема Управления Государственной Охраны Украины. По периметру полотнища штандарт декоративно украшен изображениями дубовых листьев и желудей. Обратная сторона штандарта аналогична лицевой. Свободные края штандарта украшены бахромой. Древко штандарта деревянное светло коричневого цвета. Верхушка древка стрелообразная из жёлтого металла. В центре — эмблема управления.

### Медали за выслугу лет
- 25 лет службы
- 20 лет службы
- 15 лет службы
- 10 лет службы